# Simon László (matematikus)
Simon László (Budapest, 1940. április 13. – 2021. november 7.) magyar matematikus, egyetemi tanár, a Magyar Tudományos Akadémia doktora. A parciális differenciálegyenletek elméleti problémáinak és gyakorlati alkalmazásainak neves kutatója. 1963-tól haláláig dolgozott az Eötvös Loránd Tudományegyetem Természettudományi Kar, Matematikai Intézet, Alkalmazott Analízis és Számításmatematikai  (korábban Analízis II.) Tanszékén.

## Életpályája
Családjában a tudományos kutatásnak nagy hagyományai vannak. Édesapja, Simon Béla (1904–1971) geofizikus, a magyar földrengéskutatás kiemelkedő alakja, a Budapesti Földrengési Obszervatórium egyik első vezetője. Távolabbi rokona a Nobel-díjas Békésy György. Testvérei Simon Kálmán (1946–2012) vegyész, a kémiai tudomány doktora és Simon György (1947–2020) fizikus. Simon László 1965-ben nősült meg, három gyermeke, tizenkét unokája és három dédunokája van.
Matematikus oklevelét 1963-ban szerezte az Eötvös Loránd Tudományegyetemen. 1966-ban védte meg egyetemi doktori disszertációját, melyben általánosított függvényekre vonatkozó peremérték-problémákkal foglalkozott. 1968 szeptemberétől a Moszkvai Állami Egyetem Differenciálegyenletek Tanszékén levelező aspiráns volt B. R. Vajnberg vezetésével. Kandidátusi értekezését 1973-ban védte meg, Elliptikus egyenletek nemkorlátos tartományokon értelmezett megoldásainak közelítése korlátos tartományokon vett megoldásokkal címmel. Akadémiai doktori fokozatát 1990 márciusában szerezte meg, értekezésének címe 2m-ed rendű elliptikus egyenletek.
Az ELTE és a Moszkvai Állami Egyetem közötti együttműködési szerződés keretében 1975-től részt vett a moszkvai egyetem Analízis Tanszékével, valamint Általános Matematika Tanszékével való szoros együttműködésben.  A 2000-es években  – az Eötvös Loránd Tudományegyetemnek a társegyetemekkel megkötött együttműködési szerződéseinek keretében – szorosabb szakmai kapcsolat alakult ki a tanszék általa vezetett, differenciálegyenletekkel foglalkozó csoportja és a Heidelbergi Egyetem Alkalmazott Matematikai Intézete, ill. a Madridi Complutense Egyetem Alkalmazott Matematika Tanszéke valamint az Oului Egyetem (Finnország) Matematikai Intézete között. Az Erasmus program keretében szoros kapcsolatban állt a Strasbourgi Egyetem Matematikai Intézetével.
A fenti együttműködések keretében megtartott előadásokon kívül rendszeresen előadott a hazai és külföldi – differenciálegyenletek témájú – nemzetközi konferenciákon. 1991-ben szervező titkárként részt vett a Bolyai János Matematikai Társulat égisze alatt Budapesten megrendezett Differenciálegyenletek és Alkalmazásaik kollokvium munkájában.
Több minisztériumi, ill. OTKA kutatási pályázat témavezetője volt. Négy aspiránsa nyerte el a kandidátusi fokozatot, három tanítványa pedig PhD fokozatot kapott. 1971-től a Középiskolai Matematikai és Fizikai Lapok fizika rovata szerkesztőbizottságának tagja volt. Négy éven át részt vett az OTKA Matematika Zsűri munkájában, tagja volt a Magyar Tudományos Akadémia Matematika Doktori Bizottságának, majd a Matematikai Bizottság munkájában vett részt. Éveken át dolgozott a Bolyai János Matematikai Társulat Farkas Gyula-díj Bizottságában.

## Munkássága
Kutatási területe a parciális differenciálegyenletek elmélete volt. Kandidátusi értekezésében nemkorlátos tartományon vett elliptikus
peremérték-feladatokkal foglalkozott. Kutatásai ezt követően nemlineáris elliptikus, később pedig nemlineáris időfüggő (leginkább parabolikus) egyenletekre is kiterjedtek. Cikkeiben gyakran biológiai, fizikai modellekben előforduló parciális differenciálegyenleteket tanulmányozott, a megoldások létezésének és viselkedésének kérdéseit vizsgálta. Ehhez a funkcionálanalízis eszköztárát használta, ezen belül a monoton operátorok elméletére támaszkodott. Ez irányú eredményei a rendszeres folyóirat-publikációk mellett az Elsevier Kiadó Handbook of Differential Equations egyik kötetében jelentek meg.
Jelentős szerepet vállalt a parciális differenciálegyenletek oktatásában is. Az Eötvös Loránd Tudományegyetemen a tárgy tematikájának kidolgozója volt, továbbá több évtizeden át előadója is. Rendkívül sokat tett a parciális differenciálegyenletek magyar nyelvű szakirodalmának gazdagítása érdekében. Az 1970-ben megjelent egyetemi jegyzete tartalmazza a parciális differenciálegyenletek klasszikus elméletét, az 1983-ban E. A. Baderko társszerzővel írt tankönyve a parciális differenciálegyenletek (ezen belül a disztribúcióelmélet és Szoboljev-terek elmélete) magyar nyelvű irodalmának (szinte egyetlen) alapvető munkájává vált, generációk tanultak belőle. V. Sz. Vlagyimirov Parciális differenciálegyenletek tankönyvének és példatárának fordításával hozzájárult a témakör fizikai alkalmazásainak megismertetéséhez.

## Díjai, elismerései
- Eötvös Loránd Tudományegyetem TTK Természettudományos Díja (1988)
- Pro Universitate Medal, Eötvös Loránd Tudományegyetem (1993)
- Magyar Köztársasági Arany Érdemkereszt (2010)
- Szent-Györgyi Albert-díj (2017)
- Eötvös József-koszorú (2021)[5]

## Főbb publikációi
- Másodrendű Lineáris Parciális Differenciálegyenletek (E. Baderkóval, 1983)
- Parciális Differenciálegyenletek I-II. egyetemi jegyzet (1969, 1970)
- Quasi-linear elliptic equations in unbounded domains. ZAAM 63 (1983), 330-331.
- On nonlinear hyperbolic functional differential equations. Math. Nachr. 217 (2000), 175-186.
- On nonlinear parabolic functional differential equations in unbounded domains. Nonlinear Analysis 46 (2001), 4421-4432.
- On nonlinear parabolic functional differential equations with nonlocal linear contact conditions. Funct. Diff. Equations 11 (2004), 153-162.
- Application of monotone type operators to parabolic and functional parabolic PDE's. Chapter 6 in Handbook on Evolutionary Differential Equations, Elsevier, 2008
- Application of monotone type operators to nonlinear PDE’s, TÁMOP-4.1.2.A/1-11/1 MSc tananyagfejlesztés, 2013. Online hozzáférés